# Ȧ́
Cette page contient des caractères spéciaux ou non latins. S’ils s’affichent mal (▯, ?, etc.), consultez la page d’aide Unicode.
Ȧ́ (minuscule : ȧ́), ou A point suscrit et accent aigu, est une lettre latine. Il s'agit de la lettre A diacritée d’un point suscrit et d'un accent aigu.

## Utilisation
Dans les romanisations de l’alphabet cyrillique ISO 9 de 1954 ou DIN 1460 de 1982, le a point suscrit translittère la lettre cyrillique grand ious ‹ ѫ ›, le a point suscrit accent aigu peut être utilisé pour translittérer le grand ious accent aigu ‹ ѫ́ ›.
Le ȧ́ est utilisé par certains auteurs dans la transcription de dialectes italiens de Gênes (Ligurie), Alexandrie (Piémont), Pavie (Lombardie) et Plaisance (Italie) (Émilie-Romagne).

## Représentations informatiques
Le A point suscrit accent aigu peut être représenté avec les caractères Unicode suivants :
- précomposé (latin étendu B, diacritiques) :

| formes    | représentations | chaînes de caractères | points de code | descriptions                                                    |
| --------- | --------------- | --------------------- | -------------- | --------------------------------------------------------------- |
| capitale  | Ȧ́               | Ȧ◌́                    | U+0226 U+0301  | lettre majuscule latine a point en chef diacritique accent aigu |
| minuscule | ȧ́               | ȧ◌́                    | U+0227 U+0301  | lettre minuscule latine a point en chef diacritique accent aigu |

- décomposé (latin de base, diacritiques) :

| formes    | représentations | chaînes de caractères | points de code       | descriptions                                                                |
| --------- | --------------- | --------------------- | -------------------- | --------------------------------------------------------------------------- |
| capitale  | Ȧ́               | A◌̇◌́                   | U+0041 U+0307 U+0301 | lettre majuscule latine a diacritique point en chef diacritique accent aigu |
| minuscule | ȧ́               | a◌̇◌́                   | U+0061 U+0307 U+0301 | lettre minuscule latine a diacritique point en chef diacritique accent aigu |